# Buchberg (Feldkirchen-Westerham)
Buchberg ist ein Ortsteil der Gemeinde Feldkirchen-Westerham. Die Einöde liegt, fast vollständig von Wald umgeben, im Nordwesten der Gemeinde auf einer Höhe von 610 m ü. NN und hat 9 Einwohner (Stand 31. Dezember 2004). Die Einöde bestand nachweislich bereits 1752. Westlich von Buchberg entspringen mehrere Quellen des Feldkirchener Bachs.
Koordinaten: 47° 56′ N, 11° 50′ O